# Boletim do Museu Paraense “Emilio Goeldi”. Nova serie, Botanica
Boletim do Museu Paraense “Emilio Goeldi”. Nova serie, Botanica" (abreviado Bol. Mus. Paraense "Emílio Goeldi", n.s., Bot.) es una revista ilustrada con descripciones botánicas que es editada en Belem. Se publica desde el año 1958 hasta ahora. Fue precedida por Boletim do Museu Paraense “Emilio Goeldi”.